# Nářečí
Nářečí neboli dialekt (adj. nářeční, zř. nářečový a dialektní, dialektový, zast. dialektický) je:
- většinou označení pro tradiční teritoriální (lokální, místní) dialekt: územně (geograficky) vymezený útvar národního jazyka, který je určen vztahem k jiným teritoriálním útvarům a k jazyku národnímu;
- historicko-genealogické označení pro jednotlivé jazykové rodiny odštěpující se ze společného základu, např. indoevropského (dialekty slovanské, dialekty germánské atd.);
- označení pro slang (sociální dialekt, sociální nářečí, společenské nářečí, speciální nářečí, vrstvové nářečí);
- aj.[2]

Jazykový prvek, který patří do systému určitého teritoriálního dialektu (nebo skupiny dialektů), užívaný především v komunikaci mluvené se nazývá dialektismus. V užším (funkčním) vymezení je dialektismus nářečný prvek použitý ve spisovném projevu jako stylistický prostředek. (Použitím nářečí v umělecké literatuře lze dosáhnout přesvědčivější charakteristiky postav, prostředí aj.)
Jazykovědná disciplína, která se zabývá zkoumáním dialektů, se nazývá dialektologie.
V běžném životě se s nářečím, resp. s dialektismy, setkáváme zpravidla v neformální ústní komunikaci („dej zajcům a nakrm kuťata“, „podej šufánek“ …).

## Nářečí v češtině
Nářečí češtiny vznikala přibližně od 12. století jako důsledek izolace jednotlivých oblastí a lidí v nich žijících.[zdroj?]
Nářeční prvky v české literatuře jsou zvlášť hojné v literatuře 19. století (např. v dílech Němcové, Máchy, Tyla a později Jiráska, Staška, Herbena, Novákové, Aloise a Viléma Mrštíkových a dalších). Toto užití nářečí je však přizpůsobeno potřebám umělecké literatury, a je proto třeba jej od nářečí skutečného odlišovat (mluvíme o nářečí stylizovaném).

## Ptačí nářečí
Viz Nářečí českých strnadů.